# Вступ Данії до Європейських Співтовариств
Вступ Данії до Європейських Співтовариств — це політичний процес, який дозволив Данії приєднатися до ЄЕС (який у 1993 році став Європейським Союзом) 1 січня 1973 року. Таким чином Європейське економічне співтовариство розширилося до 9 держав (Данія увійшла одночасно з Ірландією та Сполученим Королівством).

## Історія

### Специфіка держави-учасниці
У Конституції Королівства Данія йдеться про статус островів у їхньому представництві у Фолькетингу; архіпелаг Фарерських островів став «самоврядною спільнотою» в межах Королівства Данія 1 квітня 1948 року після набрання чинности Закону про самоуправління Фарерських островів, а 17 січня 1979 року Ґренландія проголосувала на референдумі за отримання статусу автономії, зробивши себе установчою країною.
Ані Фарерські острови, ані Ґренландія не належать до Європейського Союзу; вони завжди відмовлялися бути його частиною через спільну рибну політику Європейського Союзу, яка застосовується до держав-членів. Ґренландія покинула ЄС після референдуму, організованого в 1982 році.